# Saint-Sauveur-Camprieu
Saint-Sauveur-Camprieu là một xã trong vùng Occitanie. Xã Saint-Sauveur-Camprieu nằm ở khu vực có độ cao trung bình 1112 mét trên mực nước biển.